# Michelle Phillips
Michelle Phillips (született Holly Michelle Gilliam) (Long Beach, 1944. június 4. –) amerikai énekes, dalszerző, színésznő és volt modell. Az 1960-as évek közepén a The Mamas & the Papas zenei kvartett énekesnőjeként vált híressé. Hangját a Time magazin "a popzene legtisztább szopránjának" nevezte. Később sikeres karriert alakított ki a film és a televízió színésznőjeként az 1970-es években. A The Mamas and the Papas Dedicated To The One I Love című dalát énekelte a Knots Landing (1979) 1987. márciusi epizódjában Anne Matheson szerepében. Chynna Phillips énekesnő édesanyja és Mackenzie Phillips színésznő volt mostohaanyja.

## Élete
A kaliforniai Long Beachben született.

## Filmszerepei
| Év   | Magyar cím           | Eredeti cím        | Szerep           | Megjegyzés |
| ---- | -------------------- | ------------------ | ---------------- | ---------- |
| 1973 | Dillinger            | Dillinger          | Billie Frechette |            |
| 1974 | A kaliforniai kölyök | The California Kid | Maggie           | tévéfilm   |
| 1977 | Valentino            | Valentino          | Natasha Rambova  |            |
| 1979 | Vérvonal             | Bloodline          | Vivian Nichols   |            |

## További információ
- Michelle Phillips a PORT.hu-n (magyarul)
- Michelle Phillips az Internetes Szinkronadatbázisban (magyarul)
- Michelle Phillips az Internet Movie Database-ben (angolul)
- Michelle Phillips a Rotten Tomatoeson (angolul)